# Esa Laaksonen
Esa Laaksonen (n. 1956) es un arquitecto, editor, crítico de arte, curador y profesor universitario finlandés.

## Biografía
Laaksonen es editor en jefe de ptah, una revista en inglés dedicada a la arquitectura, el diseño y el arte, miembro de la Asociación Finlandesa de Arquitectos (SAFA) y de la Asociación Finlandesa de Críticos (SARV). Entre 1996 y 1999, fue el editor jefe de la revista de arquitectura finlandesa Arkkitehti de SAFA. En 1999 fue nombrado primer director de la Academia Alvar Aalto en Helsinki, perteneciente a la Fundación Alvar Aalto, cargo que ocupó hasta 2020. Igualmente fue profesor de la Escuela de Ciencia y Tecnología de la Universidad Aalto. Ha recibidos múltiples premios por sus trabajos tanto a nivel nacional como internacional. Desde 2020 trabaja en la relación entre la arquitectura y la neurociencia, en como el «espacio afecta al desarrollo de nuestro cerebro».
Junto con el arquitecto Kimmo Friman, dirigen su propio estudio con sede en Finlandia. Entre sus trabajos como diseñador, destaca la estación fronteriza entre Siilinjärvi Uimala y Niirala. Ha escrito asiduamemte artículos para Helsingin Sanomat, el portal web de Nueva Finlandia y Väri & Pinta. Es autor de los libros Research and Practice in Architecture (Rakennustieto Publishing, 1999) y Universal Versus Individual: The Architecture of the 1960’s (Alvar Aalto Museum, 2004), entre otros.